# Close Your Eyes (Lied)
Close Your Eyes (englisch für „Schließe deine Augen“) ist ein Lied, das in Kollaboration mit dem deutschen DJ Felix Jaehn und dem deutschen Musikprojekt Vize, mit der schwedischen Gastsängerin Miss Li, erschien. Das Stück erschien als dritte Singleauskopplung aus Jaehns zweitem Studioalbum Breathe

## Entstehung und Artwork
Close Your Eyes wurde gemeinsam von Linda Carlsson (Miss Li), Sonny Gustavsson, Felix Jaehn, Vincent Kottkamp und Vitali Zestovskih (Vize-Mitglied) geschrieben. Das Stück entstand bereits im September 2018 in Stockholm. Am 18. September 2018 stand bereits die erste Demoaufnahme, die endgültige Version wurde jedoch erst im Oktober 2019 durch das Musikprojekt Vize fertiggestellt. Die Instrumentalisierung (Keyboard und Schlagzeug) sowie die Programmierung des Stücks erfolgte durch die Zusammenarbeit von Jaehn, Kottkamp und Zestovskih. Gemeinsam mit Johannes Bieniek war das Trio auch für die Produktion zuständig, wobei das Trio für die Gesangsproduktion und Bieniek für die restliche Produktion verantwortlich zeichnete. Bieniek tritt darüber hinaus auch als sogenannter „Additional Producer“ in Erscheinung. Die Abmischung des Liedes erfolgte unter der Hauptverantwortung von Bieniek, als Assistent stand ihm der österreichische Tontechniker Nikodem Milewski zur Seite. Beide zeigten sich außerdem auch für das Mastering verantwortlich.
Auf dem Frontcover der Single ist – neben Künstlernamen und Liedtitel am rechten Rand – Jaehn, vor einem roten Hintergrund, zu sehen. Man sieht lediglich seinen Oberkörper, während er sich mit seinem linken Arm an seinem Hals abstützt und auf verträumte Art mit geschlossenen Augen nach rechts oben schaut. Auf seinem T-Shirt sieht man eine Sternennacht über einem Wald sowie eine Sternschnuppe, aus dem Wald ragt eine britische Telefonzelle heraus. Vor Jaehn selbst fliegen zwei Schmetterlinge. Die Fotografie stammt vom Berliner Fotografen Viktor Schanz aus dem Jahr 2018.

## Veröffentlichung und Promotion
Die Erstveröffentlichung von Close Your Eyes erfolgte als Einzeldownload und Streaming am 22. November 2019 durch das Musiklabel Virgin EMI. Der Vertrieb erfolgte durch Universal Music. Am 1. Oktober 2021 erschien das Lied als Teil von Jaehns zweitem Studioalbum Breathe.

## Inhalt
Der Liedtext zu Close Your Eyes ist in englischer Sprache verfasst. Der Titel bedeutet ins Deutsche übersetzt so viel wie „Schließe deine Augen“. Die Musik und der Text wurden gemeinsam von Sonny Gustavsson, Felix Jaehn, Vincent Kottkamp, Miss Li und Vitali Zestovskih geschrieben beziehungsweise komponiert. Musikalisch bewegt sich das Lied im Bereich des Elektropop. Das Tempo beträgt 128 Schläge pro Minute. Die Tonart ist h-Moll. Inhaltlich beschäftigt sich das Lied mit psychischer Gesundheit und dem meistern schwieriger Situationen.
Aufgebaut ist das Lied auf einer Strophe, einem Refrain sowie einem Outro. Das Lied beginnt mit der ersten Strophe, diese besteht aus vier Zeilen, die sich wiederholen. Im Anschluss folgt erstmals der Refrain. Nach dem ersten Refrain folgt erneut die Strophe, die die gleiche wie die Erste ist, nur dass diese sich diesmal nicht wiederholt. Der gleiche Vorgang wiederholt sich noch zweimal. Nach dem vierten Refrain endet das Lied mit dem Outro: „Close your eyes. Remember this. Close your eyes. All the troubles can be fixed.“ (englisch für „Schließe deine Augen. Erinnere dich daran. Schließe deine Augen. Alle Probleme können behoben werden.“). Der Hauptgesang des Liedes stammt von Miss Li. Im Outro ist im Hintergrund die Stimme von Jaehn zu hören. Das war das erste Mal, dass Jaehn selbst in einem seiner Lieder zu hören ist.
| “I wanna be, I wanna be with you. Just pick up the phone and I’m with you. ’Cause I know that lately life has played you rough. I wanna be, I wanna be with you. Just pick up the phone and I’m with you. I just got to make sure you’re not giving up.” – Refrain, Originalauszug | „Ich will, ich will bei dir sein. Nehme einfach den Hörer ab und ich bin bei dir. Weil ich weiß, dass dich das Leben in letzter Zeit hart gezeichnet hat. Ich will, ich will bei dir sein. Nehme einfach den Hörer ab und ich bin bei dir. Ich muss nur sicherstellen, dass du dich nicht aufgibst.“ – Refrain, Übersetzung |

## Musikvideo
Das Musikvideo zu Close Your Eyes wurde am 12. November 2019 gedreht und feierte am 22. November 2019 seine Premiere auf YouTube. Es handelt sich hierbei um ein Lyrikvideo, in dem typischerweise dazu immer die jeweiligen Liedzeilen im Vordergrund zu sehen sind. Im Hintergrund sieht man immer wieder abwechselnd die drei Interpreten vor einem roten Hintergrund stehend beziehungsweise singend. Die Gesamtlänge des Videos beträgt 2:41 Minuten. Bis Februar 2025 zählte das Musikvideo über 22,8 Millionen Aufrufe bei YouTube.

## Mitwirkende
| Liedproduktion - Johannes Bieniek: Abmischung, Mastering, Musikproduzent - Linda Carlsson (Miss Li): Gesang, Komponist, Liedtexter - Sonny Gustavsson: Komponist, Liedtexter - Felix Jaehn: Begleitgesang, Keyboard, Komponist, Liedtexter, Musikproduzent, Programmierung, Schlagzeug - Vincent Kottkamp: Keyboard, Komponist, Liedtexter, Musikproduzent, Programmierung, Schlagzeug - Nikodem Milewski: Co-Abmischung, Mastering - Vitali Zestovskih: Keyboard, Komponist, Liedtexter, Musikproduzent, Programmierung, Schlagzeug | Artwork - Viktor Schanz: Fotograf (Cover) Unternehmen - Virgin Records: Musiklabel - EMI Music: Musiklabel - Universal Music: Vertrieb |

## Kommerzieller Erfolg

### Chartplatzierungen
Close Your Eyes erreichte in Deutschland Rang 21 der Singlecharts und konnte sich 34 Wochen in den Charts platzieren. In den deutschen Dancecharts erreichte die Single mit Rang vier seine höchste Chartnotierung. Darüber hinaus konnte sich die Single mehrere Wochen in den deutschen iTunes-Tagesauswertungen platzieren und erreichte mit Rang fünf seine höchste Chartnotierung am 23. beziehungsweise 24. November 2019. In Österreich erreichte die Single in 23 Chartwochen mit Rang 24 seine höchste Chartnotierung und in Schweden in sieben Chartwochen mit Rang 63. Des Weiteren erreichte Close Your Eyes die Chartspitze der slowakischen Airplaycharts.
2020 belegte Close Your Eyes Rang 32 der Single-Jahrescharts in Deutschland sowie Rang 60 in Österreich. In den deutschen Airplay-Jahrescharts belegte Close Your Eyes Rang acht.
Für Jaehn als Interpret ist dies, inklusive des Charterfolgs mit seinem Musikprojekt Eff, der 15. Charterfolg in Deutschland sowie der 13. in Österreich. Als Musikproduzent erreichte Jaehn hiermit zum 14. Mal die Charts in Deutschland sowie zum zwölften Mal die Charts in Österreich. In seiner Autorentätigkeit ist es sein 13. Charterfolg in Deutschland sowie sein elfter in Österreich. Für Li ist Close Your Eyes nach Plastic Faces der zweite Charterfolg in Deutschland als Interpretin sowie ihr erster in Österreich. In ihrer Heimat ist es bereits ihr 15. Charterfolg. Als Autorin ist dies Li’s vierter Charterfolg in Deutschland sowie ihr erster in Österreich. Zestovskih erreichte hiermit zum fünften Mal die deutschen Singlecharts als Autor sowie zum vierten Mal die Charts in Österreich. Als Produzent ist es ebenfalls sein fünfter Charterfolg in Deutschland sowie nach Wohin willst du (Gestört aber geil feat. Lea) und Stars (Vize feat. Laniia) der dritte in Österreich. Für Gustavsson ist Close Your Eyes der vierte Autorenbeitrag der die deutschen Charts erreichte sowie nach Kids in Love (Kygo feat. The Night Game & Maja Francis) der Erste in Österreich. Kottkamp erreichte hiermit nach Love on Myself (Felix Jaehn feat. Calum Scott) jeweils zum zweiten Mal die Singlecharts in Deutschland als Autor und Produzent, in Österreich erreichte er erstmals die Charts. Biente erreichte in Deutschland und Österreich mit Close Your Eyes erstmals die Singlecharts als Produzent.
| ChartsChartplatzierungen | Höchstplatzierung | Wochen |
| ------------------------ | ----------------- | ------ |
| Deutschland (GfK)        | 21 (34 Wo.)       | 34     |
| Österreich (Ö3)          | 24 (23 Wo.)       | 23     |
| Schweden (GLF)           | 63 (7 Wo.)        | 7      |

| ChartsJahrescharts (2020) | Platzierung |
| ------------------------- | ----------- |
| Deutschland (GfK)         | 32          |
| Österreich (Ö3)           | 60          |

### Auszeichnungen für Musikverkäufe
Im Juni 2023 wurde Close Your Eyes in Österreich mit Doppelplatin für über 60.000 verkaufte Einheiten ausgezeichnet, bereits im Oktober 2020 erreichte es Goldstatus. In Polen erhielt die Single ebenfalls eine Doppelplatin-Schallplatte für 100.000 verkaufte Einheiten im August 2021. In Deutschland erreichte das Lied im November 2021 Platinstatus für über 400.000 verkaufte Einheiten. Close Your Eyes erhielt weltweit eine Goldene sowie fünf Platin-Schallplatten für über 580.000 verkaufte Einheiten.

| Land/Region        | Auszeichnungen für Musikverkäufe (Land/Region, Auszeichnung, Verkäufe) | Verkäufe |
| ------------------ | ---------------------------------------------------------------------- | -------- |
| Brasilien (PMB)    | Gold                                                                   | 20.000   |
| Deutschland (BVMI) | Platin                                                                 | 400.000  |
| Österreich (IFPI)  | 2× Platin                                                              | 60.000   |
| Polen (ZPAV)       | 2× Platin                                                              | 100.000  |
| Insgesamt          | 1× Gold · 5× Platin ·                                                  | 580.000  |